# Wilhelm Ernst Christiani

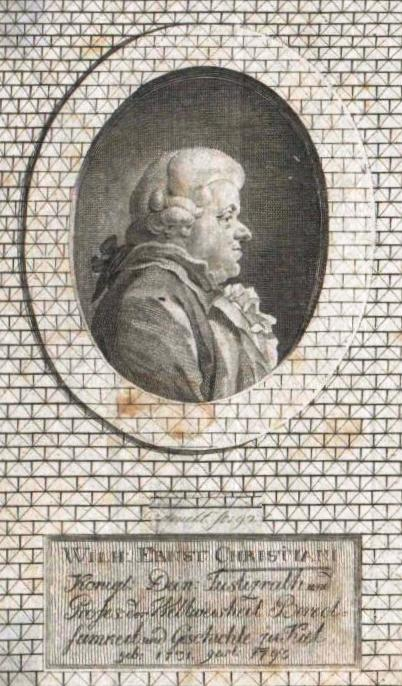
Wilhelm Ernst Christiani

Wilhelm Ernst Christiani (* 23. April 1731 in Kiel; † 1. September 1793 ebenda) war ein deutscher lutherischer Hochschullehrer, Bibliothekar und Autor.

## Leben
Christiani wurde als Sohn von Konrad Christiani geboren. Nach dem Abitur an der Kieler Gelehrtenschule studierte er nacheinander in Kiel, Jena und Rostock die Studiengänge Theologie, alte Sprachen, Mathematik und Geschichte.
1748 schrieb er sich an der Christian-Albrechts-Universität zu Kiel für Theologie ein. Später wechselte er an die Universität Jena, wo er sein Studium fortsetzte und 1758 in die Herzoglich Teutsche Gesellschaft eintrat. Im November 1756 immatrikulierte er sich an der Universität Rostock und wurde dann im April 1757 Magister der Philosophie. Nach Abschluss des Studiums kehrte er in seine Geburtsstadt zurück. Dort wurde er zunächst zum Doktor ernannt und im Jahr 1761 als außerordentlicher Professor für Naturrecht und Politik angestellt. Drei Jahre später erhob man ihn in den Stand des ordentlichen Professors. Außerdem übernahm er das Amt des Bibliothekars. Als der damalige Professor für Beredsamkeit und Poesie, Schwanitz, lange erkrankte und sein „Ersatzdozent“, der Philologe Wilhelm August Ernesti nicht erschien, übernahm Wilhelm Ernst Christiani im Jahr 1765 die Aufgaben von Schwanitz.
Von dem 1769 nach Göttingen abgewanderten Professor Köhler erhielt er 1770 außerdem den Lehrstuhl für Geschichte. Zu dieser Zeit war er der einzige Professor der philosophischen Fakultät und damit auch deren Dekan. Neben Vorlesungen über Universalgeschichte, europäische Staatengeschichte, Kirchengeschichte, deutsche Reichsgeschichte und vaterländische Geschichte organisierte er an der Christian-Albrechts-Universität vier Festveranstaltungen im Jahr: zu Ostern, zu Pfingsten, an Michaelis und zu Weihnachten. Wegen seiner Professur für Beredsamkeit wurde Christiani die Aufgabe übertragen, zu den Geburtstagen des Landesherrn Programme zu entwerfen und Reden zu halten. 1773 gründete Christiani gemeinsam mit einem Kollegen eine literarische Gesellschaft, welche eine Art Lesegesellschaft darstellte. Im Jahr 1777 wurde er Königlich Dänischer Justizrat und trat 1790 in die Königlich Dänische Akademie der Wissenschaften mit Sitz in Kopenhagen ein.
Wilhelm Ernst Christiani betätigte sich auch schriftstellerisch. Er verfasste zahlreiche Denkschriften, Aufsätze, Reden und Programme. Zwei Reden sind besonders hervorzuheben: die Rede mit dem Titel „Von dem wahren Begriff der herrschenden Religion eines Staates“, gehalten im Jahr 1767 anlässlich des Geburtstages des damaligen Großfürsten und jene Rede, 1788 über den damaligen Kanzler Johann Andreas Cramer gehalten. Erwähnenswert ist außerdem Christianis 1767 erschienene Schrift „Die gute Sache der Dissidenten in Polen“. Zwischen 1775 und 1779 arbeitete er an seinem Werk „Geschichte der Herzogthümer Schleswig und Hollstein“. Von 1786 bis 1789 veröffentlichte Christiani vier Programme zu „Materialien zur Geschichte Herzogs Johann des Jüngeren, des Stammvaters des Augustenburgischen Hauses“.

## Schriften (Auswahl)
- De Variis Exequiarum Ritibus Apud Utriusque Ducatus Cimbrici Nobiles Commentatio. Bartsch, Kiel 1748 (Kiel, Univ. Diss., 1748) (Digitalisat).
- Die gute Sache der Dissidenten in Polen: nach den Gründen des natürlichen und allgemeinen Staats-Rechts und der Politik. Kiel 1767 (Digitalisat).
- Wilhelm Ernst Christiani, Großfürstlichen Canzeleyraths und Professors der Weltweisheit, Beredsamkeit und Geschichte zu Kiel, Geschichte der Glaubensreinigung in Deutschland und in den Herzogthümern Schleswig und Hollstein. Bohn, Hamburg 1773 (Digitalisat).
- Geschichte der Herzogthümer Schleswig und Hollstein. 4 Bde. [Jahre 900–1450]. Korte, Flensburg 1775–1779.
- Dännemarks stets freye Königskrone, ungekränkt in dem Ablauf aller Jahrhunderte und durch das schwache Bestreben des Herrn Ludwig von Hess. Korte, Flensburg, Leipzig 1780 (Digitalisat).
- Wilhelm Ernst Christiani, Königl. Dänischen würklichen Justizraths und ordentlichen Professors der Weltweisheit, Beredsamkeit und Geschichte auf der Königl. Christian-Albrechts-Universität zu Kiel, Geschichte der Herzogthümer Schleswig und Hollstein unter dem Oldenburgischen Hause und im nähern Verhältnisse gegen die Krone Dännemark. 2 Bde., Selbstverlag, 1781–1784 [fortgesetzt durch Hermann Hegewisch u. a.]
- Geschichte der neuesten Weltbegebenheiten von 1748 oder von dem Aachener Frieden an bis auf die gegenwärtige. 3 Bde., Crusius, Leipzig 1788–1793 (Bd. 1: Digitalisat; Bd. 2: Digitalisat; Bd. 3: Digitalisat)

## Reden (Auswahl)
- Rede auf das hohe Gebuhrts-Fest Ihro Kaiserl. Majestät ... Frauen Catharina der Zweyten, Kaiserin und Selbstherrscherin aller Reußen ... : im Nahmen der hiesigen Groß-Fürstlichen Academie in der Heil. Geist Kirche zu Kiel am 4 May 1765 gehalten von Wilhelm Ernst Christiani, der Academie itzigem Pro-Rector ... Bartsch, Kiel 1765 (Digitalisat).
- Rede auf das hohe Gebuhrts-Fest Sr. Kaiserlichen Hoheit, ... Herrn Paul Petrowitz, Kaiserl. Kron-Prinzen, Thronfolgers und Groß-Fürsten aller Reußen ..., der Academie zu Kiel Rectoris und Cancellarii Magnificentißimi, bey der Einweihung des neuen Academischen Gebäudes, in dem größern Academischen Hörsaal im Nahmen gedachter Academie am 3ten October 1768 gehalten. Bartsch, Kiel 1768 (Digitalisat).
- Das enge Band der Gerechtigkeit und Klugheit: Eine Rede auf Ihro Kaiserlichen Hoheit Gebuhrtsfest: Im Rahmen der Großfürstlichen Academie zu Kiel am 2ten October 1770 öffentlich gehalten. Boßiegel und Sohn, Göttingen 1770 (Digitalisat).
- Rede bey der Einweihung der neuvermehrten Universitätsbibliothek am Geburtsfeste des Königs den 29. Jenner 1785 in dem Kirchensaale des Schlosses zu Kiel. Bohn, Kiel 1785 (Digitalisat).
- Rede auf das hohe Vermählungs-Fest Ihro Königl. Hoheit der Durchlauchtigsten Kronprinzeßin Louise Auguste, Kronprinzeßin zu Dännemark, Norwegen, der Wenden und Gothen, Herzogin zu Schleswig, Hollstein, Stormarn und der Dithmarschen, wie auch zu Oldenburg, und des Durchlauchtigsten Erbprinzen und Herrn Herrn Friedrich Christian, Erben zu Norwegen, Herzogs zu Schleswig, Hollstein, Stormarn und der Dithmarschen, wie auch zu Oldenburg, im Nahmen der Königl. Universität ... am 27sten May 1786 gehalten. Bohn, Kiel 1786 (Digitalisat).
- Gedächtnisrede auf den verewigten Canzler, Herrn Johann Andreas Cramer, der Theologie Doctor und erstern [!] ordentlichen öffentlichen Lehrer, im Namen und in dem größern Hörsaal der Universität, am 23sten Julius 1788 gehalten. Mohr, Kiel 1788 (Digitalisat).
- Rede auf das hohe Vermählungsfest Sr. königl. Hoheit des Durchlauchtigsten Fürtsen und Herrn, Herrn Friedrich, Kronprinzen zu Dännemark, Norwegen .... Bartsch, Kiel 1790 (Digitalisat).